# Jean Guiot du Repaire
Pour les articles homonymes, voir Guiot.
Jean Guiot Durpaire (ou du Repaire), né le 10 septembre 1755 à Alloue en Charente et mort le 23 avril 1819 à Angoulême, dans ce même département, est un général français de la Révolution et de l’Empire.

## Biographie
Il entre en service comme gentilhomme volontaire breveté le 1er octobre 1765, dans le Régiment d'Auvergne. Il passe ensuite sous-lieutenant le 27 octobre 1774 et lieutenant le 1er novembre 1777, attaché comme aide de camp du général Voyet. Le 25 janvier 1787, il passe avec son grade dans la compagnie des canonniers garde-côtes de l’arrondissement de Mortagne. Promu capitaine le 24 octobre 1788, il devient aide de camp du général Beauregard le 21 octobre 1792 et participe à la campagne de cette année-là à l'armée de la Moselle. 
Le 8 mars 1793, il est nommé adjudant-général chef de brigade à l’état-major de l’armée des Pyrénées-Occidentales, où il sert avec distinction sous les généraux Servan, d’Elbhecq et Muller. Il se distingue à l’affaire d’Urdach le 16 septembre 1793, ce qui lui vaut d'être promu général de brigade le 2 octobre 1793 par les représentants du peuple Monestier, Pinet et Garran. Le 15 décembre 1793, lors de la déroute des Espagnols, il se trouve près de Saint-Jean-de-Luz, aux affaires d’Urrugne et de Chauvin-Dragon, où 15 000 Espagnols sont battus par 5 000 républicains, laissant 1 200 morts sur le champ de bataille. 
Le 18 mai 1794, il prend une part distingué au combat du poste du Rocher, où les Espagnols sont repoussés à la baïonnette jusqu’à leur camp de Bera. À la suite de ses nombreuses blessures, le 10 avril 1795, il est admis à la retraite. Le 13 juin 1795, il est nommé général de division et est employé en Vendée sous les ordres du général Hoche. Le 1er janvier 1796, il est envoyé à l’armée des Côtes de l’Océan, et en 1797, il sert sous les ordres du général Hédouville. Réformé le 24 juin 1798, il est nommé membre de l’hospice civil et militaire de Toulon en 1799. Le 4 septembre 1802, il est appelé aux fonctions de commandant d’armes de la place de Brest, avant d'être fait chevalier de la Légion d’honneur le 11 décembre 1803 et commandeur de l’ordre le 14 juin 1804. 
En 1814, lors de la Première Restauration, il est fait chevalier de Saint-Louis par le roi Louis XVIII. Admis à la retraite le 1er septembre 1815, il meurt le 23 avril 1819 à Angoulême.

## Sources
- Thierry Pouliquen, « Les généraux français et étrangers ayant servis [sic] dans la Grande Armée » (consulté le 4 janvier 2014)
- Jean Guiot du Repaire  sur roglo.eu
- « Cote LH/1246/34 », base Léonore, ministère français de la Culture
- A. Lievyns, Jean-Maurice Verdot et Pierre Bégat, Fastes de la Légion-d'honneur, biographie de tous les décorés accompagnée de l'histoire législative et réglementaire de l'ordre, tome 3, Bureau de l’administration, 1847, 529 p. (lire en ligne), p. 206.